# Phlorotanin

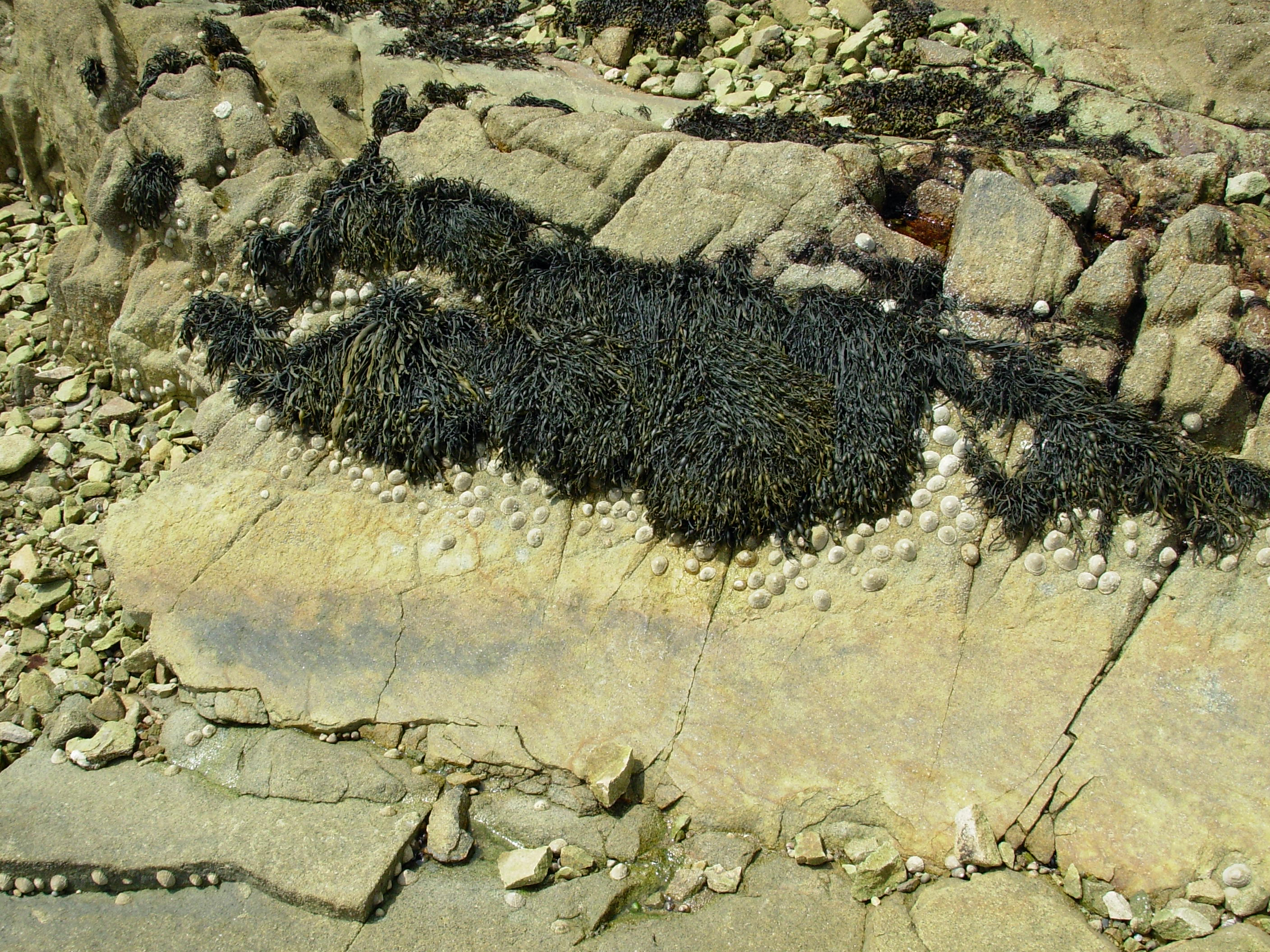
Front de patelles broutant un champ, résiduel, de Goémon noir. Les raclages de ces animaux qui grignotent les tissus de leur langue râpeuse, déclenchent la synthèse de phlorotannins anti-herbivores qui s'accumulent surtout vers le crampon de fixation des algues, dont la rupture compromettrait la survie de ces organismes aquatiques sessiles. Exemple de communication chez les plantes, ces algues broutées émettent dans l'eau des phéromones qui induisent la synthèse de phlorotannins dans les algues aux alentours.

Les phlorotanins ou phlorotannins (du grec phloios, phlor-, « cortex », et tannin) sont un type de tannin que l'on trouve dans les algues brunes et les diatomées. Ces composés sont des oligomères de phloroglucinol.
Les phlorotanins sont une composante de la paroi cellulaire des algues brunes, mais il apparaît qu'ils ont plusieurs autres rôles secondaires. Ils ont des effets anti-oxydants, antibactériens, radioprotectifs et pourraient notamment jouer un rôle dans la défense contre les herbivores.
Plus rare chez les diatomées, elle est notamment présente chez Haslea ostrearia, navicule dont la production d'un pigment bleu (tanin appelé marennine) colore les branchies d’huîtres en affinage.

## Biosynthèse et localisation des phlorotanins
La biosynthèse des phlorotanins demeure obscure, mais il apparaît qu'ils soient formés à partir du phloroglucinol par synthèse de polycétides (acetate-malonate pathway). Il a été mis en évidence, qu’une polycétide synthase de type III (PKSIII), prédite dans le génome de l’algue brune Ectocarpus siliculosus, permet la formation de phloroglucinol à partir de malonyl-CoA. C’est une étape majeure dans la formation des phlorotanins. Cette fonction enzymatique a été montrée après expression hétérologue dans E.coli du gène EsiPKS et caractérisation du produit après ajout du substrat. Il a également été démontré que in vivo l’expression de EsiPKS est corrélée avec la quantité de phloroglucinol chez une souche Ectocarpus d’eau douce lors de son acclimatation à la salinité. De plus, il semble que ce gène ait été acquis d’une actino-bacterie par transfert horizontal. Les mécanismes menant à la condensation des monomères de phloroglucinol en différents phlorotanins restent à élucider.
On les trouve à l'intérieur des cellules des algues brunes dans des vésicules nommées physodes, où sont séquestrés les phlorotanins solubles et polaires, et dans la paroi cellulaire sous forme insoluble,. Leur concentration serait plus importante dans les cellules végétatives du crampon de fixation et le plus souvent de la couche externe du cortex du thalle, du moins chez certaines espèces de la famille des Laminariaceae. Il apparaît que la concentration en phlorotanins varie de façon considérable entre les espèces de phaeophycées de même qu'au sein d'une même espèce, selon le milieu, la synthèse de ces composés étant stimulée par divers facteurs environnementaux. Les phlorotanins sont également exsudés par les algues brunes,.
Il a été proposé que les phlorotanins sont d'abord séquestrés à l'intérieur des physodes avant d'être complexés à l'acide alginique de la paroi cellulaire par une peroxydase. À ce jour, peu est su de la synthèse des phlorotanins. La formation des physodes, qui contiennent des composés phénoliques chez plusieurs espèces de végétaux, a été l'objet de nombreuses recherches au cours des dernières années. On pensait que ces organites étaient synthétisés dans les chloroplastes ou dans leurs membranes, mais des études récentes suggèrent que leur formation est reliée au réticulum endoplasmique et à l'appareil de Golgi.

## Structure

Molécule d'eckol, phlorotanin présent chez les espèces du genre Ecklonia.

Les phlorotanins sont classés en fonction de l'arrangement de leur monomères de phloroglucinol. Plus de 150 composés sont connus, dont la masse moléculaire varie de 126 Da à650 kDa,. La plupart font entre 10 et 100 kDa.
On les classe en six groupes principaux : les fucols, les phloréthols, les fucophlorétols, les fuhalols et les eckols, que l'on trouve seulement chez les Ariaceae,.
Le fucodiphlorethol G, chez Ecklonia cava, l'eckol chez les espèces d'Ecklonia et le phlorofucofuroeckol chez Eisenia arborea sont des exemples de phlorotannins.

## Rôles des phlorotanins
La raison d'être des phlorotanins fait toujours l'objet de recherches (2012). Ils apparaît qu'ils sont à la fois impliqués dans les métabolismes primaire et secondaire, tant à l'échelle cellulaire qu'organismique.

### Rôles primaires

#### Rôle structurel
Le rôle structurel des phlorotanins dans la paroi cellulaire est une fonction primaire de ces composés phénoliques,. Toutefois, comme des recherches ont démontré que les phlorotanins sont plus abondants dans le cytoplasme que dans la paroi cellulaire, ce rôle primaire pourrait toutefois ne pas être le principal.

#### Rôle reproductif
Les phlorotanins présents dans le cytoplasme, de même que ceux exsudés, semblent jouer un rôle dans la reproduction des algues brunes en contribuant à la formation de la paroi cellulaire du zygote, et peut-être en évitant la fertilisation multiple en inhibant le mouvement des spermatozoïdes.

### Rôles secondaires
Des études ont démontré que les phlorotanins semblent protéger les algues brunes de plusieurs manières. Voici quelques exemples.

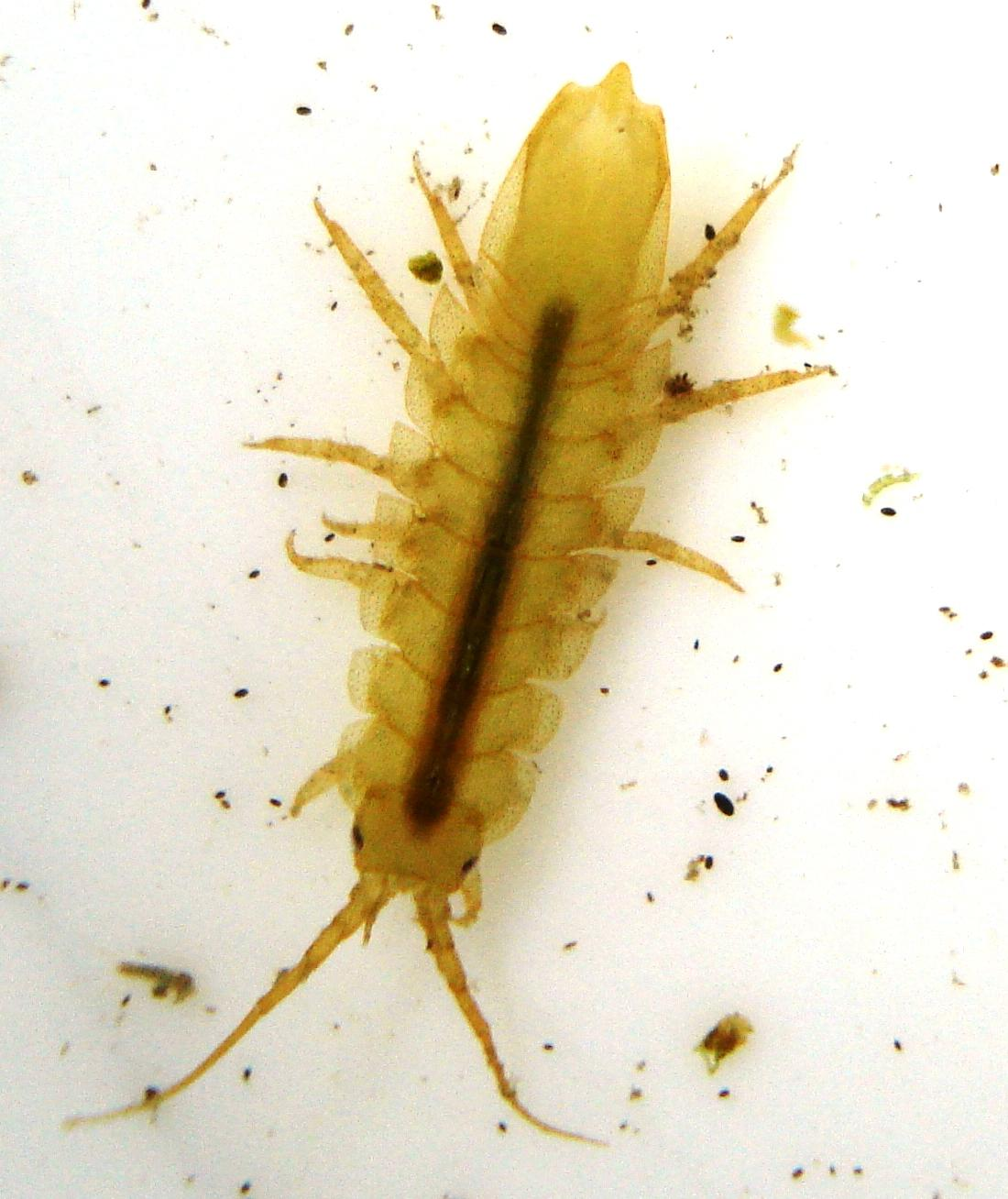
Idotea balthica, une espèce d'isopode sur laquelle l'effet des phlorotanins a été testé.

#### Défense contre l'herbivorisme
Comme certaines études ont démontré que l'herbivorie peut induire la synthèse de phlorotanins. Il a été suggéré que ces derniers jouent un rôle défensif contre les herbivores, notamment en réduisant la digestion chez certains poissons par la formation d'un complexe phlorotannins-protéines. Toutefois, les résultats des recherches menées en ce sens montrent que cette relation est ambiguë,,. Le rôle dissuasif des phlorotanins quant à l'herbivorisme pourrait être hautement dépendant à la fois de l'espèce de l'algue et de l'herbivore.

#### Protection de la radiation UV et des métaux lourds
Les phlorotanins sont principalement localisés à la périphérie des cellules, en tant que composants de la paroi cellulaire. Aussi, ils absorbent la lumière à des longueurs d'onde entre 280 et 320 nm, correspondant aux UV-B, et montrent des pics d'absorption à 200 et 265 nm, ce qui correspond à des longueurs d'onde incluses dans les UV-C. Des études in situ ont démontré que la production de phlorotanins est positivement influencée par l'intensité du rayonnement solaire chez Ascophyllum nodosum et Fucus vesiculosus. Pour ces raisons, il a été suggéré que les phlorotanins jouent un rôle photoprotecteur. Des études menées avec les espèces Lessonia nigrescens et Macrocystis integrifolia montrent que les radiations UV-A et les UV-B peuvent induire la synthèse de phlorotanins solubles et que cette dernière est corrélée avec la réduction de l'inhibition de la photosynthèse, de même qu'avec la réduction des dommages à l'ADN, deux des principaux effets de la radiation ultraviolette sur les cellules végétales. De plus, le fait que ces composés phénoliques sont exsudés dans le milieu environnant permet de réduire l'exposition aux UV auxquels sont soumis les méiospores des algues, le phytoplancton et les autres habitants des forêts de kelp, où la biomasse algale est élevée et où l'eau est moins brassée.
Les phlorotanins pourraient aussi être impliqués dans la séquestration de métaux lourds tels les ions Sr2+, Mg2+, Ca2+, Be2+, Mn2+, Cd2+, Co2+, Zn2+, Ni2+, Pb2+ et Cu2+. Toutefois, si les propriétés chélatrices de certains phlorotanins ont été démontrées in vitro, des études in situ suggèrent que ces caractéristiques sont propres à certaines espèces,.

#### Effet antibiotique
Des études ont démontré que les phlorotanins peuvent agir en tant qu'antibiotique contre certaines espèces de dinoflagellés.

## Propriétés thérapeutiques
Il a été démontré que les phlorotanins peuvent avoir des effets anti-diabétiques, anti-cancérigènes, anti-oxydants, antibactériens, radioprotectifs et anti-VIH,.

## Applications en cosmétologie
Sources,.

### Effet antioxydant
Source.
Les phlorotannins comme le dieckol, eckol et eckstolonol de l'algue brune Ecklonia cava ou encore le diphlorethohydroxycarmalol de l'algue brune Ishige okamurae possèdent des propriétés antioxydantes. Ces composés sont utilisés pour la protection aux UV en diminuant les dommages à l'ADN par les UV-B. En effet, ces phloratannins contenus dans ces algues brunes permettent le contrôle de la fragmentation nucléaire dans les cellules de fibroblaste, composant essentiel à la souplesse et la cohérence du derme. D'autres mécanismes seraient aussi contrôlés par les phlorotannins d'algues brunes comme le blocage de l'apoptose ou encore le blocage des mauvais fonctionnements de la mitochondrie.

### Augmentation de la croissance capillaire
Source.
Des métabolites secondaires comme le 7-phloeckol ou le dieckol provenant d'algues brunes interviennent dans l'augmentation de la croissance capillaire. Il a été démontré qu'il y aurait une augmentation de la prolifération des follicules pileux chez l'humain lorsque l'on traite ces derniers avec ces métabolites secondaires.

### Effet blanchissant de la peau
Source.
L'alcool 4-hydroxyphenethyl de l'algue brune Hizikia fusiformis via son activité inhibitrice de la tyrosinase intervient au niveau de la biosynthèse de la mélanogenèse pour en inhiber la synthèse de mélanine, pigment de la peau lui donnant sa couleur plus ou moins colorée et protégeant la peau des effets néfastes des UV. La concentration inhibitrice médiane (IC50) de ce phlorotannin est plus faible que les composés actuels utilisés en tant qu'agent blanchissant de la peau en Asie tels que l'acide kojique ou encore l'arbutine et semblerait donc être plus efficace. Cette inhibition de la synthèse de mélanine par ces phlorotannins passerait par la voie de signalisation cellulaire ERK.

### Effet anti-rides
Source.
Les métalloprotéinases matricielles (MMPs) sont des constituants de la matrice extra cellulaire (MEC) avec une activité protéolytique permettant le remodelage et la dégradation du derme. Il a été montré que certains phlorotannins comme l'eckol et le dieckol de l'algue brune Ecklonia stolonifera et le 6,6'-bieckol et le dioxinodehydroeckol de l'algue brune Ecklonia cava inhibent l'activité protéolytique de ces MMPs à l'origine de la dégradation du collagène et donc de l'apparition des rides. Cette inhibition de la dégradation du collagène par ces phlorotannins passerait par la voie de signalisation cellulaire NF-kB.